# Epitaxia tèrmica làser

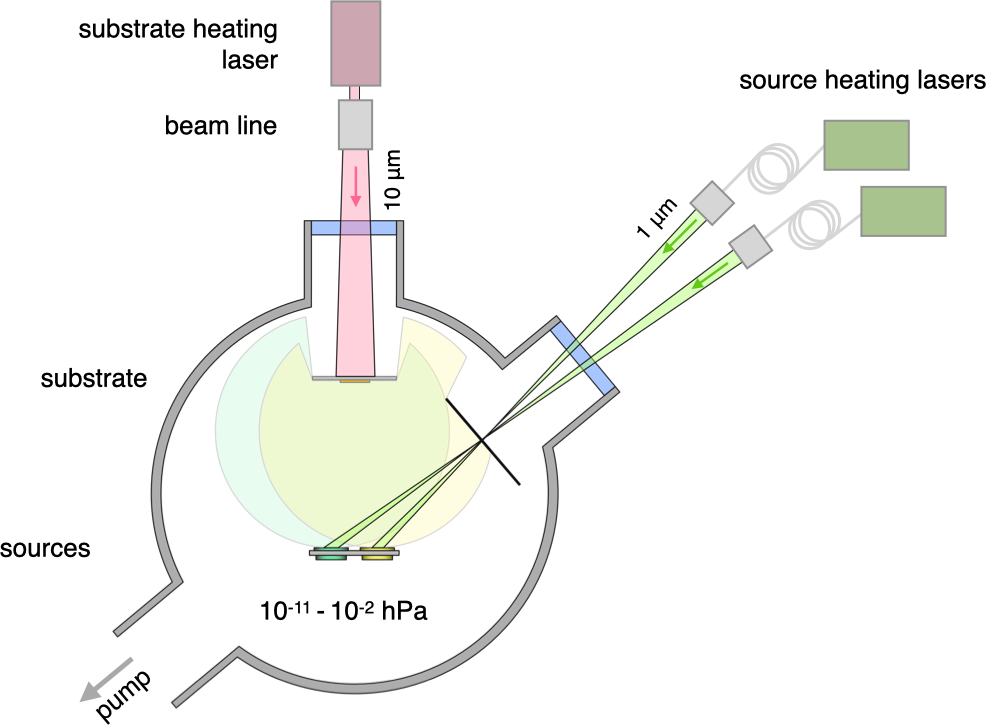
Esquema d'una cambra TLE. Els làsers d'ona contínua se centren en fonts dins d'una cambra de buit. L'escalfament localitzat induït per aquests làsers crea un flux de vapor de cada font, que després es diposita sobre un substrat escalfat. Es pot introduir una atmosfera gasosa mitjançant una entrada de gas per fer créixer compostos com els òxids.

L'epitaxia tèrmica làser (amb acrònim anglès TLE) és una tècnica de deposició física de vapor que utilitza la irradiació de làsers d'ona contínua a fonts de calor localment per fer créixer pel·lícules en un substrat. Aquesta tècnica es pot realitzar sota una pressió de buit ultra alta o en presència d'una atmosfera de fons, com l'ozó, per dipositar pel·lícules d'òxid.

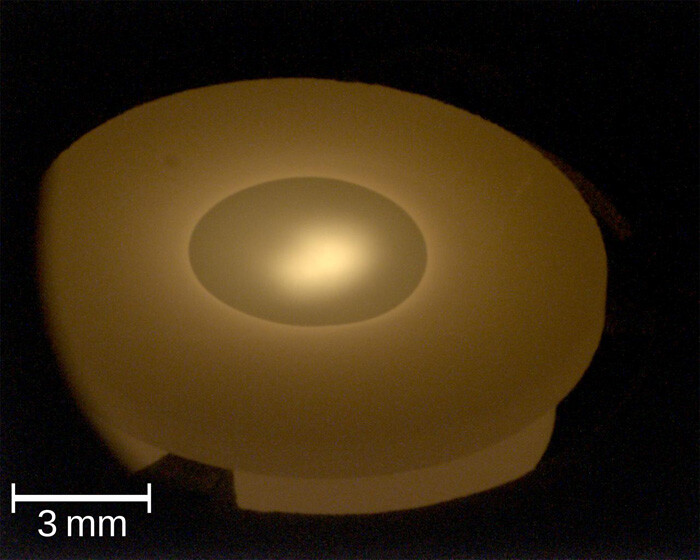
Fotografia d'un disc de silici independent escalfat localment per un làser en una cambra TLE.

El TLE funciona a densitats de potència entre 104–106 W/cm 2, que provoca l'evaporació o la sublimació del material d'origen, sense que es produeixin espècies de partícules de plasma o d'alta energia. Tot i funcionar a densitats de potència relativament baixes, el TLE és capaç de dipositar molts materials amb pressions de vapor baixes, inclosos els metalls refractaris, un procés que és difícil de dur a terme amb l'epitaxia del feix molecular.
TLE utilitza làsers d'ona contínua (normalment amb una longitud d'ona d'uns 1000 nm) situat fora de la cambra de buit per escalfar fonts de material per tal de generar un flux de vapor per evaporació o sublimació. A causa de la naturalesa localitzada de la calor induïda pel làser, una part de la font es pot transformar en estat líquid mentre la resta roman sòlida, de manera que la font actua com el seu propi gresol. La forta absorció de llum fa que la calor induïda per làser estigui molt localitzada a través del petit diàmetre del feix làser, que també pot tenir l'efecte de confinar la calor a l'eix de la font. L'absorció resultant correspon a una profunditat típica de penetració de fotons de l'ordre de 2 nm a causa dels alts coeficients d'absorció de α~105 cm−1 de molts materials. La pèrdua de calor per conducció i radiació localitza encara més la regió d'alta temperatura a prop de la superfície irradiada de la font. El caràcter localitzat de la calefacció permet fer créixer molts materials per TLE a partir de fonts independents sense gresol. A causa de la transferència directa d'energia del làser a la font, el TLE és més eficient que altres tècniques d'evaporació com l'evaporació i l'epitaxia del feix molecular, que normalment es basen en escalfadors Joule basats en filferro per assolir altes temperatures.